# Förr så har jag dansat
Förr så har jag dansat är ett musikalbum av Bosse Larsson och Ole Hjorth, utgivet 2004 av Giga. De flesta låtar duon spelar från skivan är efter spelmannen Viksta-Lasse, Bosse Larssons farbror.

## Låtlista
Alla låtar är traditionella om inget annat anges.
1. "Förr så har jag dansat" – 1:37
2. "A-durvalsen" (Gås Anders) – 2:14
3. "Gunnels polska" (Viksta-Lasse) – 1:58
4. "Polska efter Karl Styfberg" – 1:36
5. "Skänklåt efte Per Hellstedt" – 2:04
6. "Bingsjöpolskan" – 1:48
  - Solo: Bosse Larsson
7. "Variant på Frisells storpolska" – 1:50
  - Solo: Bosse Larsson
8. "Min levnads afton" – 2:11
9. "Långbacka Jans polska" (Hjort Anders) – 2:20
10. "Gåslåten" (Viksta-Lasse) – 2:16
11. "Oles polska" (Viksta-Lasse) – 1:51
  - Solo: Ole Hjorth
12. "Näckpolska" – 1:57
  - Solo: Ole Hjorth
13. "Hjortingens polska" – 2:35
14. "Glavalsen efter Viksta-Lasse" – 2:12
15. "Brödkakan" – 2:08
16. "Wikpolska" (Eric Sahlström) – 1:35
17. "Wikpolska" (Viksta-Lasse) – 1:32
18. "Polkett efter Viksta-Lasse" – 1:57
19. "Göken" – 2:21
20. "Tramporgeln" – 2:17
  - Solo: Bosse Larsson
21. "Lilla Hin" – 2:09
  - Solo: Bosse Larsson
22. "Den tröstlöse friaren" (Carl Fredrik Apelgren) – 1:49
23. "Sundbroskogen" (Johan Olsson) – 2:07
24. "Näcken och Skoella" – 2:37
25. "Första gången det var lyst" – 1:35
  - Solo: Ole Hjorth
26. "Tierpspolskan" – 1:40
  - Solo: Ole Hjorth
27. "Eric Bohlins brudpolska" – 1:24
28. "Eklundapolska nr 2" (Viksta-Lasse) – 2:48
29. "Vikstavalsen" – 2:28
  - Solo: Bosse Larsson
30. "Polska till Wik" (Viksta-Lasse) – 2:09
  - Solo: Bosse Larsson
31. "Maskin" (Gås Anders) – 2:10
32. "Vendelpolskan" (Viksta-Lasse) – 2:20
33. "Eklundapolska nr 1" (Viksta-Lasse) – 2:13

Total tid: 69:02

## Medverkande
- Bosse Larsson – fiol (melodi: 1–5, 13–19, 27, 28, 31–33)
- Ole Hjorth – fiol (melodi: 8–10, 22–24)